# Паундстоун, Пола
По́ла Па́ундстоун (англ. Paula Poundstone; род. 29 декабря 1959, Хантсвилл, Алабама, США) — американский стендап-комик, писательница, актриса

, интервьюер и комментатор.

## Биография
Пола Паундстоун родилась 29 декабря 1959 года в Хантсвилле (штат Алабама, США) в семье инженера Джека Паундстоуна и домохозяйки Виры Паундстоун. Её семья переехала в Садбери, штат Массачусетс, примерно через месяц после её рождения. Паундстон посещала Линкольн-Садберскую региональную среднюю школу, но бросила её, прежде чем получить диплом. Работала официанткой и велокурьером.
Начиная с конца 1980-х годов, она снялась в серии одночасовых комедийных спектаклей на HBO. Она брала интервью за кулисами во время президентских выборов 1992 года в ток-шоу «Сегодня вечером с Джеем Лено». Паундстоун является частым участником опроса еженедельной новостной викторины «Подождите, подождите… Не говорите мне!» на Национальном Общественном Радио и была постоянным гостем на радиошоу «Прейри-компаньон», когда ведущим шоу был Гаррисон Кейлор.
Паундстоун идентифицирует себя, как асексуала. В 1990-х годах Паундстоун стала приёмным родителем, воспитывала восемь детей и, в конечном итоге, усыновила троих: двух дочерей — Тошию и Эллисон (род. 1991) — и сына Томаса (род. 1993). В октябре 2001 года Паундстоун была признана виновной в угрозе жизни несовершеннолетних детей в связи с вождением в состоянии алкогольного опьянения с детьми в машине. Также ей было предъявлено обвинение в трёх случаях непристойных действий в отношении ребёнка младше 14 лет, но она достигла соглашения о признании вины за пробацию и общественную работу. Паундстоун рассказала о своей личной ответственности за события, которые привели к её аресту и о шагах, которые она предприняла, включая шестимесячную программу лечения от алкоголизма.

## Избранная фильмография
| Год  |    | Русское название                          | Оригинальное название                        | Роль                    |
| ---- | -- | ----------------------------------------- | -------------------------------------------- | ----------------------- |
| 1995 | с  | Лоис и Кларк: Новые приключения Супермена | Lois & Clark: The New Adventures of Superman | Компьютер               |
| 1998 | мс | Геркулес                                  | Hercules                                     | Лук Армагеддона         |
| 1999 | мс | Домашнее видео                            | Home Movies                                  | Пола Смолл              |
| 2015 | мф | Головоломка                               | Inside Out                                   | чистильщица памяти Пола |
| 2024 | мф | Головоломка 2                             | Inside Out 2                                 | чистильщица памяти Пола |